# Тупољев Ту-126
Тупољев Ту-126 (рус. Туполев Ту-126; НАТО назив Moss) је совјетски авион за рано откривање AWACS на турбоелисни погон. Развијен на платформи путничког авиона Ту-144.

## Пројектовање и развој
Пошто је постојала реална опасност од нуклеарног напада на Совјетски Савез преко Северног пола од стране америчких стратешких бомбардера приступило се разради система за против ваздушну одбрану. Један од елеменате те одбране био је авион за рано откривање и упозоравање назван AWACS. По угледу на Локид-ов ЕК-121Д Совјети су решили да направе такав еквивалентан систем. Одлука о изградњи овог система донета је 4. јула 1958. године.
Првобитна верзија је да се за платформу овог система искористи стратешки бомбардер Ту-95, међутим због величине опреме и стварање услова за дуготрајни рад две комплетне посаде одлучено је да за основу овог система послужи путнички авион Ту-114. Пројектант система је био ОКБ 156 Тупољев (Опитни Конструкциони Биро - Тупољев), а на челу пројектног тима био је А. И. Путилов а производња авиона је поверена Фабрици авиона N°18 из Самаре. Радарски систем који је уграђен у овај пројект био је Лиана-НИИ-17.
Први авион Ту-126 био је израђен у јесен 1961. године, а тестови настављени све до јесени 1964. кад је авион пуштен у употребу 1965. године.

### Технички опис
Авион Тупољев Ту-126 као и Ту-114 је потпуно металне конструкције, нискококрилац са четири турбо елисна мотора који су постављени на косим крилима, која са трупом заклапају угао од 35°. Мотори су били Кузњецов НК-12МБ, сваки мотор је био опремљен са по две четворокраке металне елисе променљивог корака, које су се окретале у супротном смеру. Авион има стајни трап система трицикл, предња носна нога има два точка са гумама ниског притиска а задње ноге које представљају и основне, се налазе испод крила авиона и свака има по 4 точка са нископритисним гумама. Те ноге се увлаче у простор иза мотора лоцираних ближе трупу авиона. Авион има укупно 10 точкова који му омогућавају безбедно слетање и на лоше припремљеним пистама. На горњој страни трупа иза крила а према вертикалном стабилизатору уграђена је радарска антена која је у пречнику била 12 m, дебљине 2 m, а била је постављена на јарбол висине 4 m. Испод трупа су се налазила два усисника за хладан ваздух неопходан за хлађење електронске опреме у авиону као и два додатна вертикална стабилизатора на репу који елиминишу нестабилност проузроковану окретањем ротора антене. На кљуну авиона уграђен је систем за допуну горивом у лету. У предњем делу трупа се налазе радна места за посаду радарског система а у другом делу су смештени радар и елктронска опрема.

## Оперативно коришћење
Серијска производња је трајала до 1968. године и изгрђено је 9 примерака ових авиона. У оперативној употреби је био до краја 1980-тих година, када га је заменио напреднији систем А-50. Авиони су били стационирани на аеродрому Шаулјаи у Литванији а патролирали су изнад поларних предела. Авион је у ваздуху без допуне горива могао да проведе 17 до 18 сати. Авион у оперативном статусу у ваздуху може да открије циљеве на удаљености од 100 до 350 km, радаре на удаљености од 500-600 km, може да прати радио комуникације на удаљености до 2.000 km. Поред тога овај авион може усмеравати ловце пресретаче као што су Ту-128 на циљеве и омета противничке радарске и комуникационе системе.
Квалитет овог авиона је проверен и Индијско-Пакистанском рату 1971. године, захваљујући овом авиону Индијско ратно ваздухопловство је имало правовремену информацију о покрету било ког пакистанског авиона а захваљујући систему ометања уносио забуну у пакистански радарски и комуникациони систем. Сам Ту-126 је био прилично заштићен јер је летео у појасу између 320 до 480 km унутар свог ваздушног простора.

## Земље које су користиле овај авион
| - СССР - Индија |